# パトリシア・ベルグルト
パトリシア・ベルグルト・スヴェンソン（Patricia Berghult Svensson、1994年5月2日 - ）は、スウェーデンの女子プロボクサーである。マルメ出身。前WBC女子世界スーパーウェルター級王者。

## 経歴
2015年12月18日、 ニュヒェーピングにてプロデビューを判定勝利。
デビューから13戦全勝で迎えた2019年11月27日、マルタ・セントジュリアンズにてIBO女子世界スーパーウェルター級王者ハンナ・ランキン（イギリス）と同王座とWBC暫定王座を懸けて対戦し、、3-0（96–93、 95–94、94–93）の判定で勝利し王座獲得。
2021年11月27日、前WBC正規王者であるクラレッサ・シールズの同王座返上によりセットされた同正規王座決定戦をOlivia Belkacem（スイス）と行い、3-0判定で正規王座獲得。

## 獲得タイトル
- IBO女子世界スーパーウェルター級王座
- WBC女子世界スーパーウェルター級暫定王座
- 第8代WBC女子世界スーパーウェルター級王座（防衛0）